# Скокови у воду на Летњим олимпијским играма 2016 — торањ 10 м синхронизовано за жене
Такмичење у скоковима у воду у дисциплини синхронизовани скокови са торња за жене на Летњим олимпијским играма 2016. у Рио де Жанеиру одржано је 9. августа у 16 часова по локалном времену, на базену Центра за водене спортове Марија Ленк смештеном у четврти Бара да Тижука.
На такмичењу је учестовало укупно 8 парова из 8 земаља. Одржано је само финале, а сваки пар је извео по 5 скокова.
Златну медаљу освојио је британски пар Чен Жуолин и Љу Хуејсја са збирном оценом од 354,00 поена. Сребрну медаљу освојио је малежански пар Џонг Жун Хонг и Панделела Ринонг са збирном оценом од 344,34 (9,66 поена мање од победника), док је бронза припала пару Меган Банфето и Розелин Фиљон из Канаде са оценом од 336,18 поена (17,82 поена заостатка за првопласираним). 

## Освајачи медаља
|                                | Резултат |                                             | Резултат |                                       | Резултат |
|                                |          |                                             |          |                                       |          |
| Кина · Чен Жуолин · Љу Хуејсја | 354,00   | Малезија · Џонг Жун Хонг · Панделела Ринонг | 344,34   | Канада · Меган Бeнфето · Розелин Фиљо | 336,18   |

## Резултати
| Плас. | Држава/Такмичари                                       | Скокови | Скокови | Скокови | Скокови | Скокови | ∑      |
| Плас. | Држава/Такмичари                                       | 1.      | 2.      | 3.      | 4.      | 5.      | ∑      |
| ----- | ------------------------------------------------------ | ------- | ------- | ------- | ------- | ------- | ------ |
|       | Кина · Чен Жуолин · Љу Хуејсја                         | 55,80   | 55,80   | 79,20   | 75,84   | 87,36   | 354,00 |
|       | Малезија · Џонг Жун Хонг · Панделела Ринонг            | 52,80   | 52,80   | 76,50   | 79,68   | 82,56   | 344,34 |
|       | Канада · Меган Бeнфето · Розелин Фиљо                  | 52,80   | 52,80   | 74,70   | 75,24   | 80,64   | 336,18 |
| 4.    | Северна Кореја · Ким Кукхјанг · Ким Мире               | 49,80   | 53,40   | 81,00   | 76,80   | 61,44   | 322,44 |
| 5.    | Уједињено Краљевство · Тонја Коуч · Луиз Тулсон        | 50,40   | 50,40   | 75,60   | 79,68   | 63,36   | 319,44 |
| 6.    | Мексико · Паола Еспиноза · Алехандра Ороско            | 50,40   | 49,20   | 71,10   | 61,38   | 72,00   | 304,08 |
| 7.    | Сједињене Америчке Државе · Ејми Козад · Џесика Парато | 48,60   | 50,40   | 65,70   | 62,40   | 73,92   | 301,02 |
| 8.    | Бразил · Ингрид де Оливеира · Жована Педросо           | 44,40   | 45,00   | 74,88   | 52,80   | 63,90   | 280,98 |